# Kap Prince of Wales
Das Kap Prince of Wales auf der Seward-Halbinsel in Alaska ist mit seinen geographischen Koordinaten der westlichste Punkt des amerikanischen Kontinents. 
Es befindet sich gegenüber dem sibirischen Kap Deschnjow. Zwischen beiden Kaps in der Beringstraße liegen die Diomedes-Inseln sowie der unbewohnte Fairway Rock.
Seinen heutigen Namen bekam das Kap am 9. Mai 1778 von James Cook nach dem Fürsten von Wales (Prince of Wales), dem späteren Georg IV. Die Ureinwohner kannten es als „M(ys) Nykhta“ (Kap Nykhta). Auf russischen Karten wurde das Kap ab 1732 nach Michail Gwosdew, einem russischen Landvermesser, der im August 1732 hier gelandet war, „Mys Gwosdewa“ (Kap Gwosdew) genannt.